# ديفيد جورمان
ديفيد جورمان (13 أغسطس 1955 في المملكة المتحدة - )  (بالإنجليزية: David Gorman)‏ هو لاعب كريكت بريطاني. لعب مع Berkshire County Cricket Club ‏.